# Hells's Bells (corto animado)

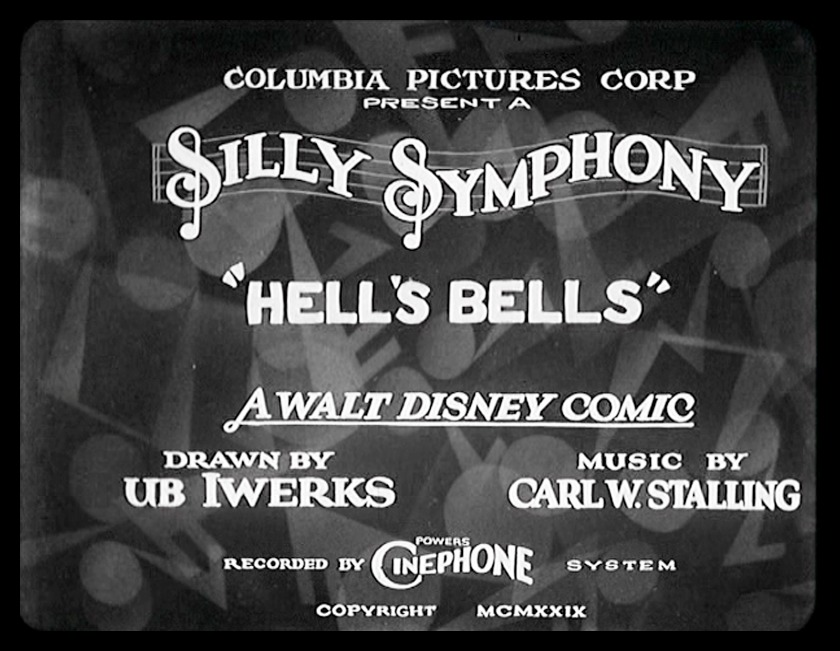
La pantalla de títulos de Hell's Bells.

Hell's Bells es un corto animado de 1929 dirigido por Walt Disney y distribuido por Columbia Pictures. El corto, que fue escrito por Ub Iwerks, muestra a Satanás y a otros demonios pasando el tiempo en el Infierno. Durante el transcurso se ve a Satanás queriendo alimentar a su perro Cerbero con uno de esos demonios, el cual huye y acaba empujando a Satanás a un acantilado para dar fin al cortometraje.
El corto posee una variedad de composiciones musicales entre las que destacan: "In the Hall of the Mountain King", escrita por el compositor noruego Edvard Grieg. Ésta composición se utiliza cerca del final del corto, cuando Satanás es arrojado del acantilado. Y "Funeral March of a Marionette" del compositor francés Charles Gounod que tiene un tono parecido al de la serie de televisión "Alfred Hitchcock Presents".
Fue lanzado el 30 de octubre de 1929, el corto es uno de la serie de cortometrajes Silly Symphonies.

## Trama
El corto comienza con un fuego que consume la pantalla y deja ver detrás el infierno. Varios murciélagos vuelan y una araña desciende de una red y se balancea hacia adelante y atrás hasta que el fuego de un agujero la traga y la arrastra hacia abajo. Luego un caimán se mete en el mismo agujero en el cual la araña fue arrastrada. Un perro de tres cabezas (inspirado en Cerbero) aparece en escena y sus cabezas realizan unas mordidas a la cámara. Luego un murciélago vuela hacia una serpiente a la cual, al devorar al murciélago, le surgen alas y desaparece de escena volando hacia el fondo. En la escena siguiente se ve una orquesta tocando música para entretener a Satanás. La orquesta tiene varios instrumentos tradicionales y sin sentido, ya que se ve a un demonio tocando un saxofón mientras que otro esta tocando cómicamente una caja torácica como violonchelo. Un demonio comienza a bailar al ritmo de la música y luego otros demonios comienzan a hacer lo mismo. Uno de los demonios, luego del baile, choca contra una roca con muchos picos, lo que produce que su cuerpo quede torcido y baile cómicamente. Satanás ríe y toca una campana para indicar a los demonios que es hora de que le traigan su comida. Tres demonios ordeñan a una criatura parecida a una vaca obteniendo, en vez de leche, unas llamas. Satanás bebe esas llamas y se relame, luego recoge uno de los demonios y con él alimenta a su perro de tres cabezas riendo de su propio acto. Luego intenta hacer lo mismo con otro demonio, el cual huye provocando la ira de Satanás quien lo comienza a perseguir. La persecución acaba en un acantilado, en donde el demonio logra burlar a Satanás y tirarlo al abismo. Satanás mientras cae se agarra de una saliente, las llamas del abismo comienzan a golpearlo de manera cómica hasta que lo arrastran al abismo dando fin al corto.

## Personajes
En el corto hay varios personajes. Uno de ellos es Satanás, que gobierna el infierno desde un trono y da órdenes a las demás criaturas. En el final muere, ya que uno de sus demonios lo arroja a un acantilado. Otros personajes importantes son los demonios, quienes entretienen a Satanás durante el corto con su música. También le sirven comidas. Otro personaje es el perro de tres cabezas, que está inspirado en Cerbero, un can de tres cabezas proveniente de la mitología griega.